# Giang Bắc
Giang Bắc (phía bắc của sông, tiếng Trung: 江北; bính âm: Jiāngběi; Wade–Giles: Chiang-bei) là tên gọi trong văn hóa Trung Quốc chỉ vùng đất nằm về phía bắc của hạ lưu Trường Giang (Dương Tử), là con sông dài nhất châu Á, bao gồm cả vùng phía bắc của đồng bằng Trường Giang, nơi tập trung của các cư dân sử dụng tiếng Ngô.

## Địa lý
Vùng đất Giang Bắc thường được xác định là bao gồm phía bắc sông Dương Tử thuộc tỉnh Giang Tô và An Huy, cụ thể là khu vực Giang Hoài.

## Văn hóa
Về văn hóa, văn hóa Giang Hoài và văn hóa Hoài Dương là chính, phổ biến là văn hóa Giang Hoài.